# Keisuke Osako
Keisuke Osako (大迫 敬介 Osako Keisuke?), född 28 juli 1999 i Kagoshima prefektur, är en japansk fotbollsspelare.
Keisuke Osako spelade 1 landskamper för det japanska landslaget. Han deltog bland annat i Copa América 2019.